# Axtla de Terrazas
Axtla de Terrazas (del náhuatl: Achtlan ‘Lugar del pipián’) es una localidad del estado mexicano de San Luis Potosí, cabecera del municipio homónimo.

## Toponimia
La palabra Axtla se interpreta como una derivación de achtli, que en náhuatl significa «semilla», o por extensión «pipián», y el sufijo -tlan, abundancia. El complemento «de Terrazas» recuerda al revolucionario Alfredo M. Terrazas.

## Geografía
La ciudad de Axtla de Terrazas se encuentra en la ubicación 21°26′9″N 98°52′30″O / 21.43583, -98.87500, a una altura aproximada de 100 m s. n. m., y a una distancia de 350 km de la capital del estado.
La zona urbana ocupa una superficie de 2364 km².

## Demografía
Según los datos registrados en el censo de 2020, la población de Axtla de Terrazas es de 8045 habitantes, lo que representa un crecimiento promedio de 0.43% anual en el período 2010-2020 sobre la base de los 7714 habitantes registrados en el censo anterior. Al año 2020 la densidad poblacional era de 3404 hab/km².
| Gráfica de evolución demográfica de Axtla de Terrazas entre 2000 y 2020 |
|                                                                         |
| Fuente: Instituto Nacional de Estadística Geografía e Informática       |

En 2020 el 46,8% de la población (3762 personas) eran hombres y el 53,2% (4283 personas) eran mujeres. El 63,8% de la población (5134 personas) tenía edades comprendidas entre los 15 y los 64 años.
La población de Axtla de Terrazas está mayoritariamente alfabetizada, (2,80% de personas mayores de 15 años, analfabetas, según relevamiento del año 2020), con un grado de escolaridad superior a los diez años. El 30,89% de la población se reconoce como indígena. 
El 77,8% de los habitantes de Axtla de Terrazas profesa la religión católica.
En el año 2010 estaba clasificada como una localidad de grado muy bajo de vulnerabilidad social. Según el relevamiento realizado, 1765 personas de 15 años o más no habían completado la educación básica —carencia conocida como rezago educativo—, y 2103 personas no disponían de acceso a la salud.

## Economía
Las principales actividades económicas de la población son la citricultura, la ganadería y el comercio.